# 列昂尼德·舍巴尔申
列昂尼德·弗拉基米罗维奇·舍巴尔申（羅馬化：Leonid Vladimirovich Shebarshin；1935年3月24日—2012年3月30日），前苏联情报官、间谍。他曾担任克格勃的对外情报部门第一总局局长。1989年1月，舍巴尔申的上级弗拉基米尔·克留奇科夫升任克格勃主席，舍巴尔申也因此晋升为第一总局局长。在此之前，舍巴尔申曾从1987年4月起担任克留奇科夫的副手。